# Paul Monette
Paul Monette (Lawrence, 16 ottobre 1945 – Los Angeles, 10 febbraio 1995) è stato uno scrittore, poeta e attivista statunitense, ricordato soprattutto per i suoi saggi riguardo alle relazioni omosessuali e, successivamente, per la sua battaglia contro l'Aids.

## Biografia
Nato in una famiglia benestante, Monette si laureò alla Phillips Academy nel 1963 ed alla Yale University in 1967, senza mai celare la sua identità sessuale. Insegnò lingua inglese alla Milton Academy ed a Pine Manor per poi trasferirsi prima, nel 1970, a Boston, dove continuò l'attività accademica per circa sette anni, e in seguito a Los Angeles, dove cominciò la carriera letteraria scrivendo alcuni romanzi a tematica gay come Taking Care of Mrs. Carrol e The Gold Diggers.
Nel 1985 Roger Horwitz, suo compagno da dieci anni, morì a causa dell'Aids: Monette gli dedicò due anni dopo il libro di poesie Love Alone: 18 Elegies for Rog e Borrowed Time: An AIDS Memoir ("Tempo preso in prestito: un memoriale legato all'Aids"), che divenne un best seller nel 1988.
Dopo la perdita anche del secondo compagno (sempre a causa dell'Aids) decise di consacrare la sua vita alla lotta a questa malattia, analizzando in particolar modo i suoi effetti sulle relazioni tra persone dello stesso sesso.
Ebbero di conseguenza un certo successo Afterlife (1990), Halfway Home (1991) e soprattutto Becoming A Man: Half A Life Story (1992): scritto dopo che aveva scoperto di essere a sua volta sieropositivo: è una potente descrizione dei soggetti che Monette conosceva meglio, ovvero la natura della malattia, i problemi dell'essere "velati" e il potenziale nella relazione gay. Tale opera autobiografica vinse il National Book Award del 1992 per la sezione non-fiction. Ha anche scritto le versioni romanzate di alcuni film famosi, come Nosferatu, il principe della notte, Scarface e Predator.
Nel 1994, sentendo vicina la sua ora, pubblicò tutti i suoi saggi nel volume Last Watch of the Night. Continuò a scrivere fino al giorno del suo decesso cosicché, postumi, vennero dati alla stampa altri due suoi libri.

## Opere
- Taking Care of Mrs. Carroll ISBN 0316578215 (1978)
- The Long Shot ISBN 0380768283 (1981)
- Borrowed Time: An AIDS Memoir ISBN 0151135983 (1988)
- Love Alone: Eighteen Elegies for Rog ISBN 0312014724 (1989)
- Afterlife ISBN 0380711974  (1990)
- Halfway Home ISBN 0517583291 (1991)
- Becoming a Man: Half a Life Story ISBN 0151115192 (1992)
- Last Watch of the Night ISBN 0156002027 (1994)
- West of Yesterday, East of Summer: New and Selected Poems, 1973-93 ISBN 0312136161  (1995) (postuma)
- Sanctuary, A Tale of Life in the Woods, ISBN 0684832860 (1997) (postuma)

Nel 1988 curò inoltre la sceneggliatura del film di Martin Brest Prima di mezzanotte, con Robert De Niro.